# Bibliomanie

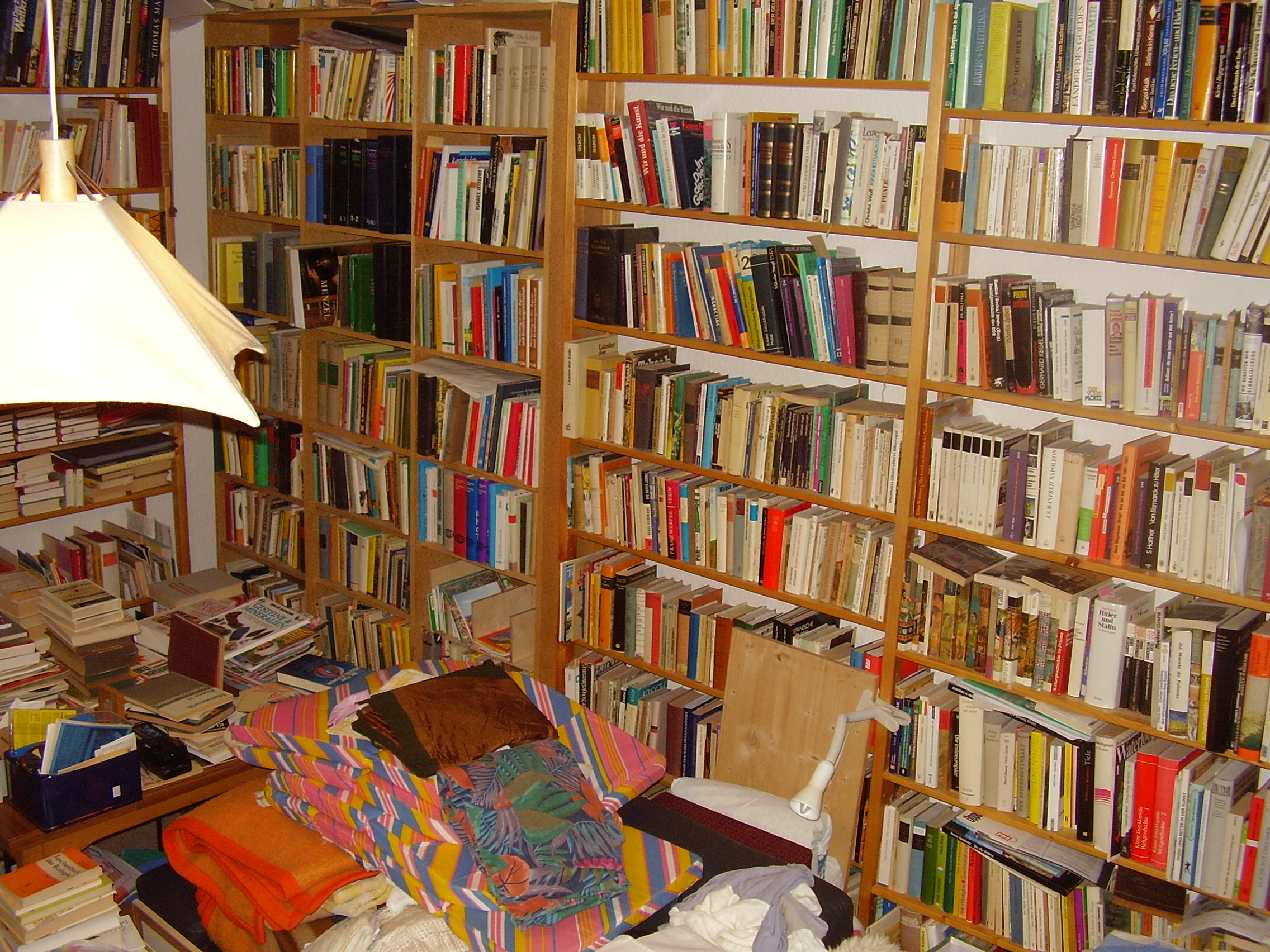

La bibliomanie est un trouble obsessionnel compulsif impliquant la collection ou l'accumulation de livres à un point où les relations sociales ou la santé sont endommagées.

## Description
Parmi de nombreux troubles psychologiques associés aux livres[Lesquels ?], la bibliomanie est caractérisée par la collecte de livres qui n'ont aucune utilisation pour l'individu. L'achat de multiples exemplaires du même livre ou de la même édition et l'accumulation des livres au-delà de la capacité possible d'utilisation ou du plaisir sont des symptômes fréquents de la bibliomanie.
Les Caractères ou les Mœurs de ce siècle (1688) de Jean de la Bruyère incluent au chapitre 13 « De la mode » la brève description d’un collectionneur compulsif de (beaux) livres « qui ne lit jamais », mais le terme « bibliomane » n'est pas utilisé.
Dans un opuscule intitulé « De la bibliomanie », publié anonymement en 1761, Louis Bollioud-Mermet (1709-1794), secrétaire perpétuel de l’Académie de Lyon décrit diverses formes d’excès dans la collection de livres.
Un des premiers utilisateurs de ce terme, en latin, est le recteur de l'Université d'Utrecht aux Pays-Bas, Johan Frederik Reitz, dans son discours publié en 1739 : « De bibliomania » – Apud Alexandrum van Mengen.[réf. nécessaire]
Le terme a été repris en anglais en 1809 par le docteur John Ferriar, médecin de la Manchester Royal Infirmary dans un poème adressé à son ami bibliophile Richard Heber.
La bibliomanie ne doit pas être confondue avec la bibliophilie. D'autres comportements anormaux impliquant des livres incluent la bibliophagie (manger les livres), vol compulsif de livres (bibliokleptomanie) et enterrement des livres (bibliotaphie).

## Personnalités
- Le comte Libri (1803 - 1869), poursuivi pour vol, dut s'enfuir en Angleterre.
- Stephen Blumberg (en), connu pour avoir volé des livres d'une valeur totale de 5,3 millions de dollars.
- Thomas Phillipps[4] (1792–1872) est connu comme étant un bibliophile britannique. Mais l'auteur américain Nicholas A. Basbanes (en)  a inventé le terme "vello-maniac" pour décrire son obsession, plus communément appelée bibliomanie[5]. Sa collection était de 40 000 livres manuscrits[6].
- Rev. W.F. Whitcher[7].
- Aloys Pichler[8]
- Richard Heber, collection estimée à 146 000 ouvrages[8].